# Laurent Chantelauze
Laurent Chantelauze est un homme politique français né le 24 mai 1847 à Orsonnette (Puy-de-Dôme) et décédé le 25 mars 1903 à La Chaise-Dieu (Haute-Loire).

## Biographie
D'abord médecin dans la marine, il s'installe à la Chaise-Dieu, dont il est maire de 1881 à 1903. Il est conseiller général du canton de La Chaise-Dieu de 1880 à 1903, et est président du conseil général. Il est député de la Haute-Loire de 1893 à 1898.

## Sources
- « Laurent Chantelauze », dans le Dictionnaire des parlementaires français (1889-1940), sous la direction de Jean Jolly, PUF, 1960 [détail de l’édition]